# Andrés Aubry
Andrés Aubry (Maisons-Laffitte, 24 d'abril del 1927 - 20 de setembre de 2007) va ser un sociòleg i activista francès el treball del qual en l'antropologia, història i geografia va estar orientat al rescat de les societats indígenes, particularment dels voltants de San Cristóbal de las Casas, a l'estat mexicà de Chiapas.
André Aubry es va graduar en etnosociologia al Líban, i en sociologia i història a París. Va assessorar al Concili del Vaticà II, al Consell Episcopal Llatinoamericà, a la UNESCO i a la CONAI (Comissió Nacional d'Intermediació). El 1973 va arribar a Chiapas, on passaria la resta de la seva vida. Va ser col·laborador del diari La Jornada de 1994 fins a la seva mort. El seu últim llibre porta com a títol Chiapas a contrapelo. Una agenda de trabajo para su historia en perspectiva sistémica i és una polèmica a les interpretacions tradicionals de la història chiapatenca. A petició del Subcomandant Marcos, va ser assessor de l'Exèrcit Zapatista d'Alliberament Nacional. Va morir en un accident automobilístic el 2007 a la carretera que comunica Tuxla Gutiérrez amb San Cristóbal de Las Casas.